# سيباستيان افانزينى
سيباستيان افانزينى هو لاعب كرة قدم إيطالي في مركز ظهير ‏، ولد في 1996 في فيرونا في إيطاليا. لعب مع نادي هورسينس.

## وصلات خارجية
- سيباستيان افانزينى على موقع قاعدة بيانات كرة القدم.إي يو (الإنجليزية)
- سيباستيان افانزينى على موقع قاعدة بيانات كرة القدم.إي يو (الإنجليزية)
- سيباستيان افانزينى على موقع عالم كرة القدم.نت (الإنجليزية)